# NGC 3515
NGC 3515 é uma galáxia espiral (Sbc) localizada na direcção da constelação de Leo Minor. Possui uma declinação de +28° 13' 41" e uma ascensão recta de 11 horas, 04 minutos e 37,3 segundos.
A galáxia NGC 3515 foi descoberta em 20 de Abril de 1882 por Édouard Jean-Marie Stephan.